# Cryptomyzus behboudii
Cryptomyzus behboudii är en insektsart. Cryptomyzus behboudii ingår i släktet Cryptomyzus och familjen långrörsbladlöss. Inga underarter finns listade i Catalogue of Life.